# Абутьково (Зубцовський район)
Абутьково — село в Зубцовському районі Тверської області Росії.
Входить до складу Ульяновського сільського поселення.
Знаходиться за 34 кілометри на схід від районного центру Зубцов, від автомагістралі М9 «Балтія» (село Погоріле Городище) — 12 км. Розташоване на річці Шоша при впадінні струмка (річки) Кретовки, зараз будинки залишилися лише на правому березі Шоші.
Населення по перепису 2002 року — 18 осіб, 11 чоловіків, 7 жінок.